# Planfoy
Planfoy là một xã trong tỉnh Loire miền trung nước Pháp.